# I Don't Think About It
«I Don't Think About It» es una canción interpretada por la cantante estadounidense Emily Osment grabada para la banda sonora de la película The Haunting Hour: Don't Think About It, la cual protagonizó. La canción alcanzó el número 1 en la Radio Disney top 3. Osment también lanzó un video musical para la canción.

## Videoclip
El video musical muestra a Osment cantando la canción en un estudio de grabación. A lo largo del video aparece Osment cantando la canción con diversas animaciones en el fondo. Otra parte del video muestra los clips de la película The Haunting Hour: Don't Think About It. El video también muestra varias escenas detrás de cámaras. Una versión alternativa del video musical fue mostrado durante los créditos finales de la película que sólo presenta Osment cantando la canción en un estudio de grabación.

## Lanzamiento
| Lugar          | Fecha                | Formato                       |
| -------------- | -------------------- | ----------------------------- |
| Estados Unidos | 27 de agosto de 2007 | CD sencillo, descarga digital |
| Reino Unido    | 27 de agosto de 2007 | CD sencillo, descarga digital |
| Europa         | 27 de agosto de 2007 | CD sencillo, descarga digital |